# Appuntamento a Brooklyn
Appuntamento a Brooklyn (Woo) è un film del 1998 diretto da Daisy von Scherler Mayer.

## Trama
Woo è una ragazza estroversa e abbastanza superstiziosa che vive a New York, secondo il cui oroscopo l'uomo della sua vita sarà un "Vergine". Dopo avere incontrato per caso l'introverso avvocato Tim, pensando che sia frutto del destino, decide dopo averlo conosciuto di recarsi nel suo appartamento. Prima di rendersi conto di essere fatti l'uno per l'altra, accadranno tuttavia numerose disavventure.

## Distribuzione
Negli Stati Uniti, la pellicola è stata distribuita a partire dall'8 maggio 1998, mentre in Italia a partire dal 2 luglio 1999 da Medusa Film.